# Johannes Eld
Johannes Eld, född i Varvs socken, död 1603 i Skeppsås socken, var en svensk präst. Han var bror till kyrkoherden Jonas Eld.

## Biografi
Eld var son till kyrkoherden Haquinus Laurentii Eld i Varvs socken. Han besökte Uppsala 1581 och prästvigdes 1589. Eld blev 1590 hovpredikant hov konung Johan III. Han blev 1593 kyrkoherde i Skeppsås församling och skrev under Uppsala möte samma år. Eld avled 1603 av pesten i Skeppsås socken.
Han var bror till kyrkoherden Jonas Eld i Västra Ny socken.

### Familj
Elf gifte sig med änkan efter kyrkoherden Sveno Cnattingius i Skeppsås socken. De fick tillsammans en dotter som gifte sig med kyrkoherden Johannes Podolinus i Tåby socken. Efter Elds död gifte änkan om sig med kyrkoherden Matthias Erici (Angermannus) i Skeppsås socken.